# Саматцаи
Саматцаи (итал. Samatzai) — коммуна в Италии, располагается в регионе Сардиния, подчиняется административному центру Кальяри.
Население составляет 1746 человек, плотность населения составляет 56,11 чел./км². Занимает площадь 31,12 км². Почтовый индекс — 9020. Телефонный код — 070.
Покровителем коммуны почитается святой Иоанн Креститель, празднование 29 августа. 